# وی‌تایگر سی‌آرام
سی‌آرام وی‌تایگر (به انگلیسی: vtiger CRM) یک برنامه متن باز سی‌آرام است که از طرف شرکت sugarcrm با این هدف که یک برنامه کاملاً متن‌باز با امکانات قابل مقایسه با sugarcrm و salesforce.com باشد تولید شده است. گزارش‌ها، پرتال مشتریان و ماژول ارتباط با Outlook در نسخهٔ رایگان آن قرار دارد درحالی که این امکانات در دیگر سی‌آرام‌ها رایگان نیست.

## تاریخچه
وی‌تایگر در ۳۱ دسامبر ۲۰۰۴ به عنوان یک نسخه متن باز از sugarcrm تولید شده است.

## امکانات
- دسترسی مبتنی بر وب: شما می توانید از هر کجا که می خواهید به نرم افزار دسترسی داشته باشید
- جامع بودن از نظر اتوماسیون بازاریابی و فروش و خدمات پس از فروش
- وجود ماژول های مختلف و ابزارهای ارتباطی متعدد
- وجود بیش از چند میلیون کاربر در دنیا
- قابلیت یکپارچه سازی با برنامه های کاربردی سازمان شما (وب سایت، سیستم تلفن PBX استریسک و پاناسونیک، بسترهای نرم افزاری فروشگاهی، آموزشی، نرم افزار حسابداری و …)
- توسعه پذیری ویتایگر به طور کامل با کمترین هزینه و کارایی بالا
- قابلیت بالای سفارشی سازی
- عدم محدودیت در تعریف کاربران و داده ها
- کاربری آسان، قابل انعطاف و استفاده راحت، بدون نیاز به آموزش فنی
- دسترسی به ویتایگر برروی موبایل و تبلت
- معماری MVC و دارا بودن وب سرویس جهت توسعه توسط برنامه نویسان
- امنیت بالا اطلاعات
- ماژولار بودن نرم افزار و امکان اضافه نمودن امکانات جدید از طریق ماژول
- متن باز بودن و عدم وابستگی به شرکت ارائه کننده
- متناسب با کسب و کارهای ایرانی و بومی سازی شده
- عدم محدودیت زمان برای استفاده از نرم افزار

#### اخرین نسخه ارایه شده
آخرین نسخه ویتایگر  که حال حاضر مورد استفاده قرار میگیرد نسخه 7.4 است که توسط سایت ویتایگر ارایه شده است.